# Diferencial autoblocante

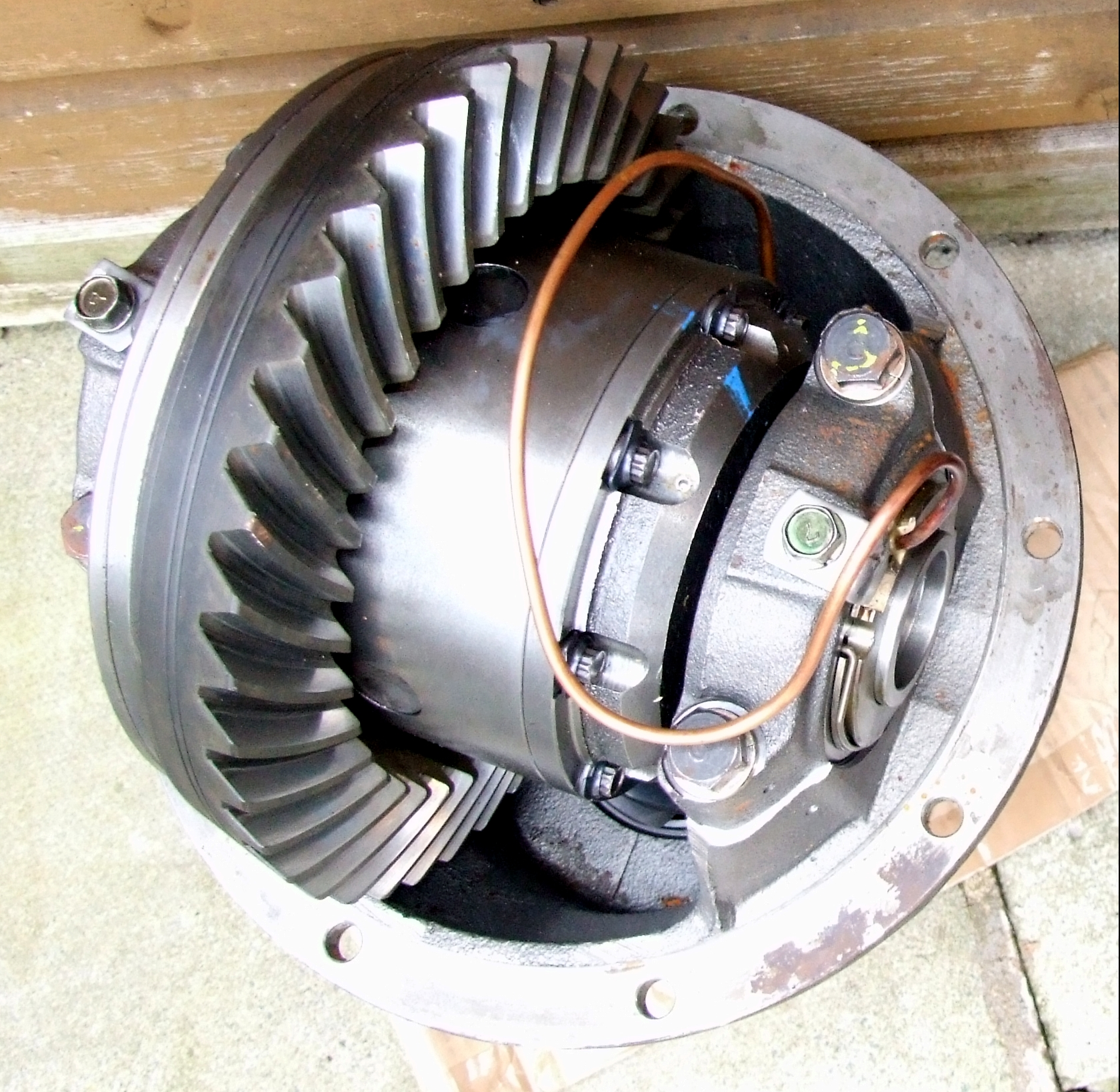
Diferencial de bloqueo de aire ARB instalado en un Mitsubishi Delica L400 LWB

El diferencial autoblocante  limita la posibilidad de que una rueda gire libre respecto a la otra según un grado de resistencia fijo predeterminado; es decir, sólo se anula parte del efecto diferencial en un porcentaje determinado, por ejemplo, un 32%. 
A su vez, pueden ser de varios tipos: 
- Mecánico, en los que un muelle hace actuar un mecanismo que aumenta el rozamiento interno, limitando el efecto diferencial cuando se detecta diferencia de giro entre los semiejes.
- Mecánico, mediante engranajes especiales, con el sistema Torsen.
- Mecánico, mediante visco acoplador tipo Ferguson.
- Electrónicos, que utilizan los sensores del sistema ABS y frenan las ruedas que pierden adherencia (algunos también limitan momentáneamente la potencia del motor) para que se mantenga la capacidad de tracción.